# André Kamperveenstadion
André Kamperveenstadion is een stadion in Paramaribo, waar 7.100 mensen in kunnen. Het stadion werd later genoemd naar de oud-speler van Suriname André Kamperveen. Het heette voorheen het Suriname Stadion.
Het is de thuishaven voor het Surinaams voetbalelftal, SV Transvaal en Walking Boyz Company.
Ernaast bevinden zich het het standbeeld van André Kamperveen, het bondsgebouw en de fanshop van de Surinaamse Voetbal Bond (SVB) en het Owru Cul Sport Complex.

## Bouw
Het stadion werd in opdracht van Surinaamse Voetbalbond in zeer korte tijd ontworpen door de architect Peter Nagel, die zich toen net in Suriname had gevestigd. In augustus 1952 ving de bouw aan en het stadion werd een jaar later op 29 augustus 1953 geopend aan de Cultuurtuinlaan. In het ontwerp waren alle faciliteiten meegenomen, zoals toegangspoorten, kassa's, tribunes, kleedruimtes, toiletten en ruimtes voor verslaggevers.

## Eerbetoon
In 2000 werd het Suriname Stadion ter gelegenheid van het 80-jarig bestaan van de SVB omgedoopt tot André Kamperveenstadion. Op dezelfde dag werd ook het door Erwin de Vries ontworpen standbeeld van André Kamperveen onthuld.
Drie jaar later, op 23 augustus 2003, werd een plaquette voor het 50-jarige jubileum in de hal het stadion onthuld. Vijf jaar later werd na een grondige renovatie ook nog een gedenksteen in de hal onthuld.